# Kleine Soswa
Die Kleine Soswa (russisch Малая Сосьва/Malaja Soswa) ist ein 484 Kilometer langer rechter Nebenfluss der Nördlichen Soswa (Sewernaja Soswa) am Westrand des Westsibirischen Tieflandes in Russland. Sie ist nicht zu verwechseln mit den unbedeutenden, gleichnamigen Quellflüssen der Nördlichen Soswa sowie der Soswa.

## Verlauf
Die Kleine Soswa entspringt in etwa 210 m etwa 30 km nördlich der Siedlung Agirisch im Hügelland, das sich zwischen Ural und dem Höhenzug Ljulimwor (Ljulingwor) erstreckt. Sie fließt zunächst ist südwestlicher Richtung bis zum südlichen Ende des Höhenzuges und wendet sich dort scharf in nördliche Richtung. Diese behält sie bis zur Mündung in die Nördliche Soswa unmittelbar bei der Siedlung Igrim bei. Während das Flusstal insbesondere im Mittellauf abschnittsweise relativ in das umliegende Gelände eingeschnitten ist, ist das Gebiet der letzten 70 Kilometer (Luftlinie) des Flusslaufs sehr flach und sumpfig. Während der Frühjahrshochwasser wird es oft auf vielen Kilometern Breite überschwemmt.
Auf ihrer gesamten Länge durchfließt die Kleine Soswa das Territorium des Autonomen Kreises der Chanten und Mansen/Jugra, zunächst des Rajons Sowetski, dann des Rajons Berjosowo. Die bedeutendsten Nebenflüsse sind Jomjugan und Sotejugan von rechts sowie die Punga von links.

## Hydrographie
Das Einzugsgebiet der Kleinen Soswa umfasst 10.400 km². Im Unterlauf erreicht der Fluss eine Breite von etwa 150 m bei einer durchschnittlichen Tiefe von 1,5 m; die Fließgeschwindigkeit beträgt hier 0,4 m/s.
Der Fluss gefriert von Oktober bis April/Mai, worauf ein bis September andauerndes Frühjahrs- und Sommerhochwasser folgt. Die Wasserführung der Kleinen Soswa am Mittellauf, 173 km oberhalb der Mündung beträgt im Jahresdurchschnitt 36,7 m³/s bei einem Minimum von 9,8 m³/s im März und einem Maximum von 129 m³/s im Mai.

## Infrastruktur und Wirtschaft
Der Fluss ist auf 120 km ab der Siedlung Swetly schiffbar.
Außer Swetly und der Siedlung städtischen Typs Igrim an der Mündung gibt es am Fluss heute keine ständig bewohnten Ortschaften. Eine Vielzahl früherer mansischer Siedlungen am Ober- und Mittellauf, wie Changokurt, Gusinkurt und Schuchturkurk (Schuchtungort), ist seit Jahrzehnten verlassen. Das Gebiet am Unterlauf wurde ab den 1960er-Jahren für die Erdgasförderung erschlossen, nachdem dort die Lagerstättengruppe Berjosowskoje entdeckt worden war. Hier kreuzen an mehreren Stellen Pipelines den Fluss, ebenso die aus dem Fördergebiet zu den Industriestädten des Mittleren Ural führende Pipeline den Oberlauf. Das Gebiet am Oberlauf wurde ausgehend von Agirisch, das um 1970 Eisenbahnanschluss erhalten hatte, mit Fahrwegen für die forstwirtschaftliche Nutzung erschlossen.
Ein heute 225.562 Hektar großes Gebiet am Mittellauf des Flusses steht seit 1976 als Sapowednik Malaja Soswa mit Verwaltung in der Stadt Sowetski unter Naturschutz.